# Igelsjön (Gävle socken, Gästrikland)
Igelsjön är en sjö i Gävle kommun i Gästrikland och ingår i Gavleån-Dalälvens kustområde. Sjön har en area på 0,0179 kvadratkilometer och ligger 35,1 meter över havet. Igelsjön ligger i Igelsjön Natura 2000-område.

## Delavrinningsområde
Igelsjön ingår i det delavrinningsområde (671819-158073) som SMHI kallar för Utloppet av Igelsjön. Medelhöjden är 37 meter över havet och ytan är 0,17 kvadratkilometer. Räknas de 2 avrinningsområdena uppströms in blir den ackumulerade arean 1 kvadratkilometer. Vattendraget som avvattnar avrinningsområdet har biflödesordning 3, vilket innebär att vattnet flödar genom totalt 3 vattendrag innan det når havet efter 13 kilometer. Avrinningsområdet består mestadels av skog (100 procent).